# 热利茨圣帕尔
热利茨圣帕尔（Zselicszentpál）是匈牙利绍莫吉州所辖的一个村。总面积10.35平方公里，总人口393，人口密度38.0人/平方公里（2011年1月1日）。